# Тит (фильм)
«Тит» (англ. Titus) — художественный фильм 1999 года по трагедии Уильяма Шекспира «Тит Андроник», режиссёрский дебют Джули Теймор.
За сцены насилия фильм мог получить возрастной рейтинг NC-17. Чтобы получить рейтинг R, Джули Теймор пришлось пойти на уступки и сделать ряд купюр.

## Сюжет
Фильм открывается сценой, в которой мальчик на современной кухне играет в полководца со своими солдатиками за праздничным столом. Когда за окном раздается взрыв, мальчика спасает мужчина, переносящий его на руках на историческую арену амфитеатра. По художественной особенности фильма мальчик будет присутствовать во многих сценах как наблюдатель, взаимодействующий с окружением (например, он может держать шлем Тита во время его речи, наливать ему вино, зажигать свечи, и т.д.), но его присутствие не будет вызывать у остальных удивления. Позже его персонаж сольется с персонажем внука Тита, Луция. 
Вокруг появляются настоящие солдаты, двигающиеся на манер игрушечных солдатиков. Это войско полководца Тита Андроника, с триумфом вернувшееся в Рим после победы над готами. Войско приносит множество трофеев и приводит пленных, в том числе королеву Тамору и ее сыновей. Солдаты требуют принести в жертву кого-нибудь из знатных, выбор Тита падает на старшего сына Таморы. Газеты сообщают о смерти Цезаря, в борьбу вступают партии сыновей Цезаря Сатурнина и Бассиана. В благодарность за заслуги Сенат готов короновать выбранного Титом, и тогда Тит выбирает Сатурнина. Сатурнин хочет жениться на дочери Тита Лавинии, взаимно влюбленной в его брата Бассиана. Тит соглашается на брак и дарит ему пленную королеву Тамору и ее сыновей. Бассиан же крадет Лавинию. Оскорбленный таким поведением своего слуги, Сатурнин отвергает всю семью Тита, решив жениться на прекрасной Таморе. Рим пышно празднует свадьбу. Тит сидит на ступенях дворца, к нему за прощением приходит Лавиния и Бассиан - все готовы предать себя закону Рима. Неожиданно за Тита и его семью заступается Тамора: она склоняет Сатурнина к милосердию, преследуя свои цели. 
Рим готовит большую охоту. Аарон передает королеве тайное письмо для императора, их застают Бассиан и Лавиния, насмехающиеся над ее изменой. Однако тут появляются ее сыновья, убивают Бассиана и сбрасывают его тело в яму. Лавиния просит милости, но сыновья Таморы насилуют ее, отрезают кисти рук, язык и бросают на болотах. Тамора спешит к императору с письмом, якобы обличающим, что сыновья Тита намеревались убить Бассиана. Тит обращается к возвращающейся в Рим процессии с мольбой о последних оставшихся в живых из множества своих сыновей, но остается не услышан. На перекрестке он встречается с единственным оставшимся на свободе сыном Луцием (теперь изгнанном из Рима), с Марком Андроником и обезумевшей Лавинией, чье горе ранит Тита больше всех. Аарон передает Титу послание Цезаря: кто-то из оставшихся в живых членов его семьи должен отрубить себе руку, чем искупит жизни  пленных. Тит жертвует рукой, не зная, что это обман, а после Титу доставляют головы его сыновей и его забальзамированную руку. Луций отправляется к готам чтоб собрать войска против Рима. Местный мастер игрушек делает новые руки для Лавинии. Постепенно девушка приходит в себя и с помощью легенды из книги и надписей на песке объясняет, что именно с ней случилось. В это время Тамора рожает темнокожего ребенка. Повитуха приносит его Аарону с приказом убить младенца, но Аарон защищает ребенка, собираясь увезти и воспитывать его. Сатурнину доставляют послание, что армия готов под предводительством Луция готова к нападению. Тамора назначает переговоры с Луцием в доме Тита. В это время Луций со своей армией ловит Аарона, намеревающегося покинуть Рим. Аарон, взамен на клятву не причинять вреда ребенку, открывает Луцию всю правду. Тамора притворяется богиней мести и вместе со своими сыновьями приходит к Титу, которого считает уже обезумевшим. Она убеждает Тита принять в своем доме Цезаря, а он просит оставить ему ее "помощников". Тамора уходит, не догадываясь, что Тит вовсе не безумен. К утру Тит принимает в своем доме Цезаря и Тамору, угощая их пирогом. В зал входит Лавиния. Тит спрашивает у Цезаря, хорошо ли поступил персонаж эпоса Вергилия, когда своей рукой убил лишенную чести дочь. Цезарь подтверждает, что он поступил хорошо. Тит соглашается с ним и неожиданно для всех убивает Лавинию и открывает, что в пироге, съеденном ими, была плоть сыновей Таморы, обидевших девушку. Тит вонзает в шею Таморы нож, Цезарь убивает Тита, в свою очередь за смерть отца Цезарю мстит Луций. Внезапно оказывается, что все действие из дома Тита переносится на арену амфитеатра, а за ним наблюдало со своих мест множество зрителей. Марк Андроник произносит речь, в которой говорит, что новым императором будет Луций. Последним непокаранным остается пленный Аарон, которого по приказу связывают, закапывают в землю по грудь и оставляют без еды. Луций распоряжается передать тело Цезаря для похорон в Рим, тела отца и сестры в семейные катакомбы, а тело Таморы бросить диким животным. Внук Тита забирает младенца-мавра и вместе с ним уходит из амфитеатра навстречу рассвету.

## В ролях
- Энтони Хопкинс — Тит Андроник
- Джессика Лэнг — Тамора
- Алан Камминг — Сатурнин
- Ангус Макфадьен — Луций
- Гарри Ленникс — мавр Аарон
- Джонатан Рис-Майерс —Хирон
- Мэттью Риз — Деметрий
- Лора Фрейзер — Лавиния
- Джеймс Фрейн — Бассиан
- Колм Фиори — Марк Андроник
- Ошин Джонс — юный Луций
- Колин Уэллс — Марций

## Съёмки
- Съемки фильма проходили на студии Чинечитта в Риме, а также в различных исторических местах: в амфитеатре Пулы (Хорватия), вилле Адриана, Римском гетто, квартале всемирной выставки.

## Художественные особенности
Стилистика фильма отличается использованием многочисленных анахронизмов, в частности смешиваются признаки Древнего Рима и современности, так что события отрываются от конкретного места и времени и происходят скорее в условном фэнтезийном мире. Так, например, микрофон, в который говорят выступающие, украшен лого SPQR News, где SPQR является сокращением от «Senatus Populusque Romanus», то есть «Сенат и народ Рима». Солдаты передвигаются и на лошадях и на современном транспорте, на машинах и на автомобилях, в Риме существуют современные многоэтажные здания, современные газеты, громкоговорители, жители носят как древнюю, так и современную одежду и т.д. После смерти Цезаря на знаменах борющихся партий те же цвета, что и у двух конкурирующих футбольных клубов Рима — «Ромы» (желто-красный) и «Лацио» (бело-голубой).

## Награды и номинации
- 2000 год — премия «Серебряная лента» Итальянского национального синдиката киножурналистов за лучшую работу художника (Данте Ферретти)
- 2000 год — номинация на премию «Оскар» (лучший дизайн костюмов — Милена Канонеро)
- 2000 год — номинация на Премию Эдгара Аллана По за лучший фильм